# St. Paul (Wuppertal)

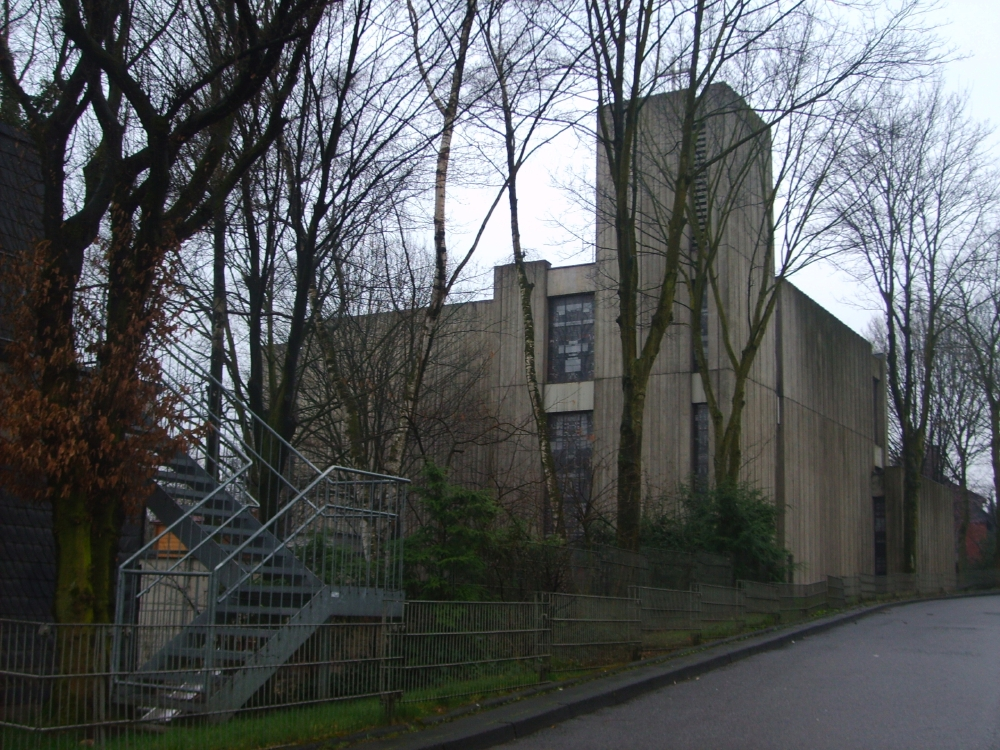
Sankt Paul

St. Paul ist eine römisch-katholische Kirche an der Bornscheuerstraße auf der Hilgershöhe in Wuppertal-Langerfeld.

## Baubeschreibung
Die Kirche ist eine schlichte, brutalistisch-moderne Kirche aus unverputztem und unverkleidetem Beton. Das Gebäude besteht aus mehreren kubusförmigen Elementen, deren Außenwände allesamt von mehreren horizontal verlaufenden Vertiefungen gegliedert werden. Die an einem Hang erbaute Kirche steht auf einem quadratischen Kubus mit dreißig Metern Seitenlänge. Dem nach Osten ausgerichteten Chor schließt sich nördlich der Glockenturm an, welcher als einziges Element das Gebäudeensemble deutlich überragt. Dem nur fünfzehn Meter langen, aber zwanzig Meter breiten Kirchsaal ist eine aus zwei kubusförmigen Elementen bestehende Eingangshalle vorgesetzt.
Der Innenraum ist ebenfalls unverputzt, offenbart allerdings durch geschickten Einsatz des Lichteinfalls eine ganz andere Stimmung als der äußere Eindruck es vermuten lässt. Die Fenster erstrecken sich als umfassendes schmales Band um das gesamte Querschiff, wohingegen Chor und Hauptschiff von schmalen, horizontalen Fenstern gegliedert ist. Der Kirchsaal ist schlicht gehalten, einzig die Figur des Apostels Petrus setzt einen bunten Akzent. Der Altar befindet sich nur leicht erhöht fast in der Mitte des Raumes und verdeutlicht somit dem Zweiten Vatikanischen Konzil folgend die Nähe zur Gemeinde. Hinter ihm hebt sich der Tabernakel als einziges Element aus weißem Alabaster deutlich vom weiteren Innenraum ab. Als einziges hölzernes Gestaltungselement fungiert eine Marienfigur aus dem 15. Jahrhundert neben dem Altar.

## Geschichte
Erst seit den 1960er-Jahren nahm die Anzahl der in Langerfeld nördlich der Bahnstrecke Elberfeld–Dortmund wohnhaften Katholiken stark zu. Diese wurden bis 1970 von der Gemeinde Sankt Raphael betreut, was allerdings durch die geografische Entfernung sehr umständlich für die Seelsorger war. Kurz nach dem Erhalt einer Erlaubnis zum Bau einer eigenen Filialkirche begannen die Bauarbeiten für eine Kirche, welche als erste Kirche Wuppertals den Aussagen des Zweiten Vatikanischen Konzils folgend einen neuen, von alten Strukturen losgelösten Kirchentypus darstellen sollte. Am 21. März 1973 wird die neue Kirche mitsamt Gemeindehaus und Kindergarten eingeweiht.
Die Kirche ist zusammen mit den Kirchen St. Raphael, St Elisabeth/St. Petrus und St. Maria Magdalena Teil der Pfarreiengemeinschaft Wupperbogen Ost.